# Tempo (radioprogram)
Tempo var ett radioprogram som sändes i Sveriges Radio P3 under sommaren 1989..
Programmet med underrubriken Mer takt = mindre tal sändes under sena fredagskvällar kl 23-01 och spelade ny modern dansmusik, framför allt house, R'n'B och hiphop.
Programproducent var Lars ”Lelle” Beijar (Eldorado).
Musikansvarig och medley-remixer var Magnus”Mankie” Eriksson.
Programmen presenterades bland annat av Magnus ”Mankie” Eriksson, Rob'n'Raz och  Niklas Ehring.